# 城島高原パーク
城島高原パーク（きじまこうげんパーク）は、大分県別府市の城島高原にある遊園地。1967年3月に「キジマモートピアランド」として開業し、2012年5月1日に現名称になった。1992年に日本で初めて導入された木製コースターの「ジュピター」が有名。

## 沿革
- 1951年 - 関西汽船が鐘淵紡績所有の城島高原周辺の土地の買収を開始、1953年までに亀の井ホテルが買収した土地を含めた高原一帯の土地の買収を完了[1]。
- 1961年 - 簡易食堂・売店を開業、テニスコートや牧場・果樹園の開発にも着手[1]。
- 1963年 - ゴーカート（1周200m）がオープン[1]。
- 1967年3月 - キジマモートピアランド開業[1]。
- 1967年4月 - 日本一長い（当時）ゴーカート（1周2,000m）がオープン[1]。
- 1970年 - 伊藤忠商事に営業譲渡。社名を西日本レジャー開発株式会社に変更[1]。
- 1971年 - ボウリング場「キジマボウル」、屋外プールがオープン[1]。
- 1982年 - 城島高原ファミリーパークに名称変更[1]。
- 1984年 - 城島高原アイススケート場（屋外）オープン[1]。
- 1987年3月26日 - 後楽園スタヂアム（現東京ドーム）に営業譲渡[2]。社名を株式会社西日本後楽園に変更[1]。
- 1988年6月 - 温泉掘削に成功[2]。
- 1989年4月 - 城島高原グランドホテルをリニューアル竣工、温泉浴場の設置や高級化を図り「城島後楽園ホテル」開業[2]。
- 1992年 - 城島後楽園ゆうえんちに名称変更。全面リニューアルし、日本初の木製コースター「ジュピター」等を導入[1]。
- 2007年5月 - モルガン・スタンレーに資産及び事業を譲渡。事業は関連会社であるセントレジャー・オペレーションズが運営[3]。
- 2008年3月27日 - 名称を変更し、セントレジャー城島高原パークとしてリニューアルオープンし、新規アトラクションを一部導入。その後も7億円を投じて段階的にリニューアルする予定とされた[4]。
- 2012年5月1日 - セントレジャー・オペレーションズから、大分銀行などが出資する地元の投資ファンドである九州中小企業支援ファンド投資事業有限責任組合が設立した株式会社城島高原オペレーションズに事業譲渡。名称を城島高原パークに変更[5][6][7]。

## 城島高原パークにあるアトラクション
- ジュピター - 日本初の木製コースター。1992年導入、全長1600m、最高時速91km、高さ42m、最大斜度45度、過重力2.68G、4人乗り7両編成、面積2万8000平米、カーティス・D・サマーズ社設計、インタミン・ジャパン製。名称は木星と木製、そしてローマ神話の最高神ユーピテルに因んだものとした[8]。
- ポセイドン30 - ウォーターシュート。
- ニュートン - ドロップ・タワー。
- バードマン - スカイコースター。
- 体験4Dシアター
- スーパーL&Sコースター[9] - 1983年導入、全長750m、最高時速80km。直径18mの垂直ループ（L）と2回転のスパイラル（S）を備える。
- 大航海時代キジマル- バイキング。
- ウェーブスウィンガー - 回転ブランコ。
- ゴールドラッシュ
- シーストーンバーン
- 大観覧車スカイパレット
  - 足ブラ観覧車
- ゴーカート一人乗り
- ゴーカート二人乗り
- ローラースケートコースター
- クレイジーバス
- 高原列車
- メリーゴーランド
- ティーカップ
- ロードトレイン
- ムーンパレード
- ドラゴンコースター
- ドラゴンボート
- キディプレーン
- コンボイ
- パットゴルフ
- セグウェイ
- キッズドライビングスクール - 2009年3月20日オープン[10]。
- パイレーツ
- ちゃぷちゃ （夏季限定） - 水深20cm、広さ2,000m2のプール。アイススケートリンクを夏季限定で転用。
- アイススケートリンク（冬季限定）
- NINJA DRONE 忍[11]
- カイトフライヤー隼 - 2019年7月13日導入[12]。
- トーテムポールW - 2019年7月13日導入[12]。
- VRライドシアター - 2021年3月20日導入[13]
- ロッキンタグ - 2021年7月22日導入。としまえんからの移設。

## 前までは存在したアトラクション
- 楳図かずおのお化け屋敷 - 1995年7月29日オープン[14]。かつて後楽園ゆうえんちにも存在していた。リニューアルされてショッカーのアジトになった。
- ゾーブ
- スカイショット- いわゆる逆バンジー。1998年12月20日に座席に繋がるワイヤーが脱落、地面に落下する事故が発生。重傷者を出したため廃止。
- ショッカーのアジト
- 城島おもちゃ王国 - 2018年1月終了[12]
- ダビンチの振り子
- こうのとりスカイメリー - 2021年6月6日終了[15]
- ミニコースター

## ジュピター
1992年7月に導入された日本で初めての木製コースターである。6万本のベイマツが用いられ、総工費は25億円を要した。長さは1,600mで、木製コースターとしては世界で7番目、日本国内ではナガシマスパーランドのホワイトサイクロンに次いで2番目である。最高地点は42mで、最高速度は91km/h、乗車時間は2分35秒。
設計は米国の著名なローラーコースター設計者カーティス・D・サマーズによるもので、その生前最後の作品である。製造はインタミン社。
ジュピターは英語で「木星」を意味し、このコースターが「木製」であることから命名された。
2017年8月12日にコースを点検していた男性作業員2人が試運転中のコースターにはねられ、1人が死亡、もう1人も負傷する事故が発生した。

## 関連施設
- 城島高原ホテル
- 城島高原ゴルフクラブ